# Großer Wanderbläuling

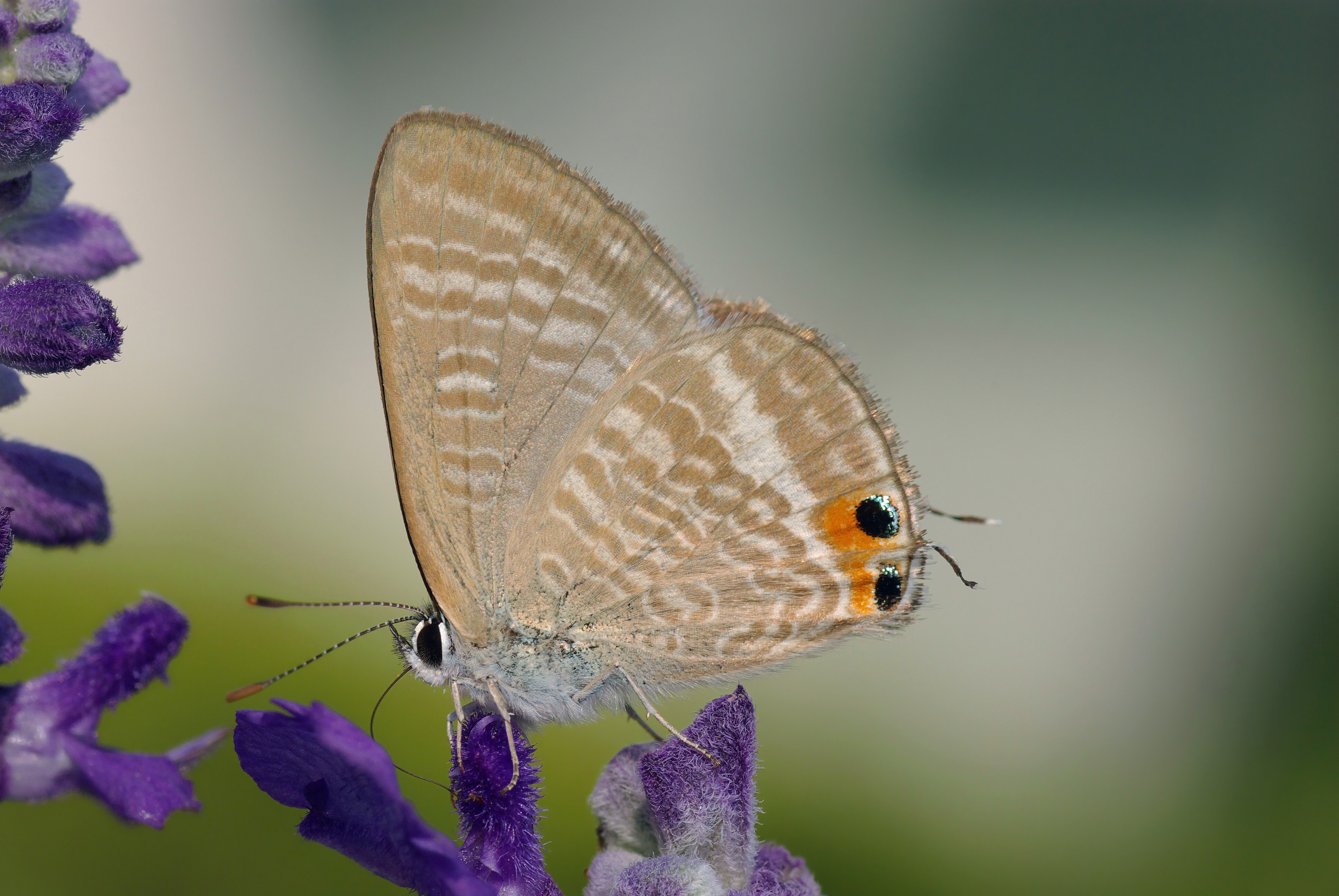
Großer Wanderbläuling (Lampides boeticus), Flügelunterseite

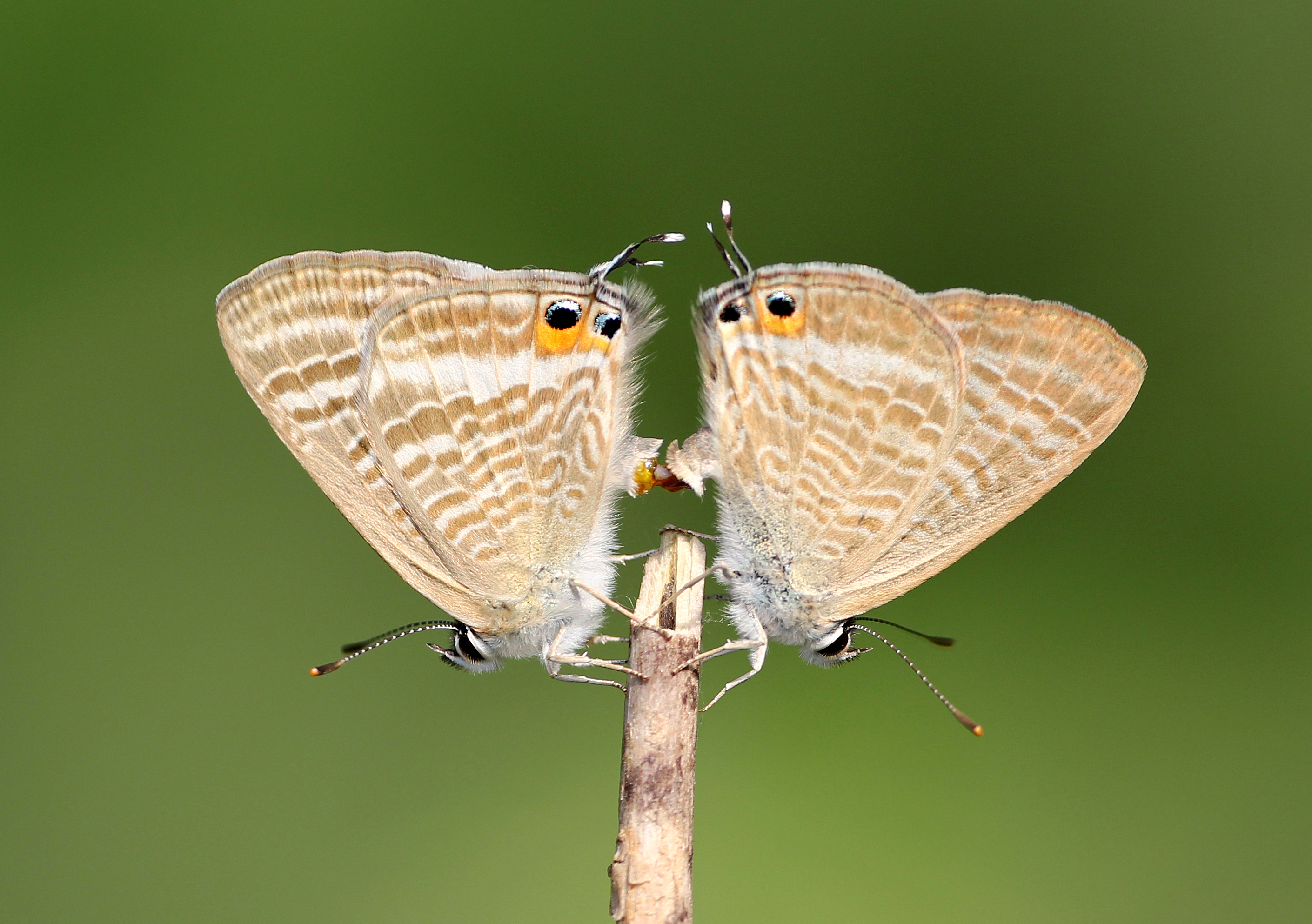
Großer Wanderbläuling (Lampides boeticus), Paarung

Der Große Wanderbläuling (Lampides boeticus) oder Langschwänzige Bläuling ist ein Schmetterling (Tagfalter) aus der Familie der Bläulinge (Lycaenidae).

## Merkmale

### Falter
Die Falter erreichen eine Flügelspannweite von etwa 28 bis 35 Millimetern. Charakteristisch für die Art sind dünne Schwänzchen am Analwinkel der Hinterflügel. Die Flügeloberseiten der Männchen sind schwach bläulich bis graublau gefärbt, gelegentlich mit einem leicht violetten Schimmer, während die Weibchen im Innenfeld der Vorderflügel eine schwach blaue Farbe haben, die nach außen in einen grauen Farbton übergeht. Die Hinterflügel zeigen auf den Oberseiten am Analwinkel zwei schwarze, weiß umrandete Augenflecke, von denen einer oftmals sehr undeutlich und verwischt ist. Auf den grauen Hinterflügelunterseiten befindet sich eine netzartige, helle Zeichnung, die in der Submarginalregion zu einer weißen Binde verschmilzt. Am Ansatz der Schwänzchen ist ein orangefarbener Fleck zu erkennen.

### Ei, Raupe, Puppe
Das Ei ist klein, gelbweiß gefärbt und zeigt eine feine Netzgitterstruktur mit vielen kleinen Erhebungen. Bei den Raupen kommen grüne oder bräunlich gefärbte Exemplare vor. Sie haben eine dunkle, manchmal fleckenartig erweiterte Rückenlinie sowie undeutliche weiße Schrägstriche. Die Puppe hat eine rötlichgelbe Grundfarbe, von der sich einige braune Flecke abheben.

### Ähnliche Arten
- Kleiner Wanderbläuling (Leptotes pirithous). Wie schon der Name andeutet, sind die Falter mit einer Flügelspannweite von etwa 24 bis 27 Millimetern deutlich kleiner. Hauptunterscheidungsmerkmal ist das Fehlen der weißen Binde auf der Hinterflügelunterseite. Auch scheint die zebraartig gestreifte Zeichnung der Unterseiten bei pirithous leicht auf die Vorderseite durch.

## Verbreitung
Die Art kommt im mediterranen Raum Südeuropas, den Kanarischen Inseln, Nordafrika, subtropischen und steppenartigen Gebieten im asiatischen Raum sowie bis zu den Tropen Südostasiens, Afrikas und Australiens vor. Als Wanderfalter fliegt sie mitunter nach Deutschland ein und kann selbst die Britischen Inseln erreichen. Die Tiere leben an heißen, trockenen, blumenreichen Stellen.

## Lebensweise
Der Große Wanderbläuling fliegt in südlichen Regionen in ununterbrochener Generationsfolge. Die Raupen leben aufgrund der weiten Verbreitung an verschiedenen, teils länderspezifischen Pflanzen, zu denen diverse Hülsenfrüchtler (Fabaceae), beispielsweise auch die folgenden gehören: Gelber Blasenstrauch (Colutea arborescens) und Besenginster (Cytisus scoparius). Sie ernähren sich in erster Linie von den Blüten und Fruchtkapseln, in denen sie auch bevorzugt leben. Gelegentlich können sie an Erbsen (Pisum sativum) und Bohnen (Phaseolus vulgaris) schädlich werden.

## Gefährdung und Schutz
Die Art ist in Deutschland nicht heimisch. Dennoch erscheint sie mit teilweise großen zeitlichen Abständen gelegentlich in Deutschland.